# Roberto Minervini
Roberto Minervini (Fermo, 1970) es un director de cine, guionista, fotógrafo y productor musical italiano.
Su documental de 2018 ¿Qué vas a hacer cuando el mundo esté en llamas? fue premiado en el Festival de Cine de Venecia y The Other Side (2015) se proyectó en la sección Un Certain Regard del Festival de Cine de Cannes de 2015.Su película Los malditos  (2024) se estrenó en la sección Un Certain Regard del Festival de Cine de Cannes donde obtuvo el premio al mejor directory en el Festival Internacional de Cine de Gijón FICX62.

## Biografía
Nacido en Fermo, Italia, en 1970, Minervini obtuvo una licenciatura en Economía y Comercio en la Universidad de Ancona e inició un doctorado en “ Historia del Cine ” en la Universidad Autónoma de Madrid .
Se trasladó a Estados Unidos en octubre de 2000 para trabajar como consultor de TIC . En 2004, completó su formación con una maestría en Estudios de Medios en la New School University de la ciudad de Nueva York. De 2006 a 2007 fue profesor en la Universidad De La Salle en Manila, Filipinas.

## Obra
Las películas de Minervini son especialmente conocidas por su uso tanto de la observación documental como de elementos dramatizados y destaca en su obra el retrato de "marginados y desauciados".
Comenzó a escribir, dirigir y producir películas poco después de completar su maestría en la New School. Antes de producir largometrajes realizó varios cortometrajes, entre ellos Voodoo Doll, Come to Daddy, Notes y The Fireflies. La película The Passage de 2011 fue nominada al Golden Zenith en el Festival Mundial de Cine de Montreal.
Low Tide, su película de 2012 fue proyectada en el Festival de Cine de Venecia y ganó el Premio Especial de la Fundación Christopher D. Smithers, además de ser nominada al Premio Horizontes de Venecia. Su película Stop the Pounding Heart fue incluida en la Selección Oficial del Festival de Cannes de 2013 y ha sido premiada en otros festivales, incluido el Premio David di Donatello al Mejor Documental.
El reconocimiento internacional le llegó con Stop the Pounding Heart (D’A 2014). The Other Side (D’A 2016) se estrenó en la sección Un Certain Regard del Festival Internacional de Cine de Cannes.
Minervini formó parte del jurado de la sección “Horizontes” del 71° Festival Internacional de Cine de Venecia (2014).

### Los malditos
En 2024 estrenó Los malditos  en la sección Un Certain Regard del Festival de Cine de Cannes.  y fue también seleccionada por el Festival de Cine MAMI Mumbai 2024 y por el Festival Internacional de Cine de Gijón FICX62.
Aunque estemos frente a la primera ficción de Minervini, The Damned no se aleja de los postulados de sus retratos documentales previos, tanto en contenido como en ciertas decisiones de puesta en escena. Como en Stop the Pounding Heart (2013), The Other Side (2015) o What You Gonna Do When the World's on Fire? (2018), este western que abraza la lentitud y los atípicos paisajes nevados también se recrea en examinar a un grupo social, en este caso una decena de hombres de diversas edades, procedencias y clases, todos ellos soldados con la misión de proteger unos ideales y un territorio.
De nuevo interpretados por actores no profesionales, algunos de ellos rostros que ya han aparecido en obras anteriores del cineasta, el propósito de Minervini al observar las rutinas y gestos de ese grupo humano aspira a mostrar la monotonía de la guerra y, con ello, desarticular el discurso del heroísmo que lleva implícito señala Paula Arantzazu Ruiz en El antepenúltimo mohicano sobre la película.
Minervini ha explicado que trabajó sin guion y que uno de los elementos centrales fue el diseño de sonido destacando el trabajo del sonidista Bernart Fortiana con quien ha trabajado en películas anteriores como The other Side.Los protagonistas de la película rodaron sin conocer cuál sería el desenlace de sus personajes. 

## Filmografía
- Voodoo Doll (Short Film, 2005)
- Come to Daddy (Short Film, 2005)
- Notes (Short Film, 2005)
- The Fireflies (Short Film, 2006)
- The Passage (2011)
- Low Tide (2012)
- Stop the Pounding Heart (2013)
- The Other Side (2015)
- What You Gonna Do When the World's on Fire? (2018)
- Los malditos (The Damned) (2024)

## Premios y reconocimientos
| Año  | Premio                      | Categoría                                               | Trabajo nominado                                 | Resultado |
| ---- | --------------------------- | ------------------------------------------------------- | ------------------------------------------------ | --------- |
| 2012 | Festival de Cine de Venecia | Premio especial de la Fundación Christopher D. Smithers | Low Tide                                         | Ganador   |
| 2012 | Festival de Cine de Venecia | Venice Horizons Award                                   | Low Tide                                         | Nominado  |
| 2013 | Festival de Cine de Turín   | Premio especial del jurado                              | Stop the Pounding Heart                          | Ganador   |
| 2013 | Festival de Cine de Turín   | Premio de la ciudad de Torino                           | Stop the Pounding Heart                          | Nominado  |
| 2015 | Festival de Cine de Cannes  | Un certain regard                                       | he Other Side                                    | Nominado  |
| 2015 | Festival de Cine de Cannes  | Golden eye                                              | he Other Side                                    | Nominado  |
| 2018 | Festival de Cine de Venecia | Premio Vivere da Sportivi                               | ¿Qué vas a hacer cuando el mundo esté en llamas? | Ganador   |
| 2018 | Festival de Cine de Venecia | Fair Play Cinema Award                                  | ¿Qué vas a hacer cuando el mundo esté en llamas? | Ganador   |
| 2018 | Festival de Cine de Venecia | UNICEF Award                                            | ¿Qué vas a hacer cuando el mundo esté en llamas? | Ganador   |
| 2018 | Festival de Cine de Venecia | León de Oro                                             | ¿Qué vas a hacer cuando el mundo esté en llamas? | Nominado  |
| 2024 | Festival de Cine de Cannes  | Un certain regard                                       | Los condenados                                   | Nominado  |
| 2024 | Festival de Cine de Cannes  | Una Cierta Mirada - Mejor Director\|                    | Los condenados                                   | Ganador   |